# Rhaphidophora pachyphylla
Rhaphidophora pachyphylla K.Krause – gatunek wieloletnich, wiecznie zielonych pnączy z rodziny obrazkowatych, pochodzących z Nowej Gwinei, zasiedlających lasy deszczowe. Komórki tych roślin posiadają 60 chromosomów tworzących 30 par homologicznych.